# Cascada Casca d'Anta
La Cascada Casca d'Anta és el major salt d'aigua del riu São Francisco i es forma quan aquest deixa el seu curs alt dintre de la serra de la Canastra, a l'estat de Minas Gerais, Brasil.
Localitzada al terme municipal de São Roque de Minas, en el districte de São José do Barreiro, la cascada té una caiguda de 186 metres. El nom de la cascada prové de l'arbre Drimys winteri, que abunda en la regió.